# بیت تیما
بیت تیما (به عربی: بیت تیما) یک روستا در سوریه است که در استان ریف دمشق واقع شده‌است. بیت تیما ۳٬۳۶۶ نفر جمعیت دارد.